# Žitný ostrov
Žitný ostrov (en alemán: Große Schütt, en húngaro: Csallóköz) también conocida como Veľký Žitný ostrov (Gran isla centeno) para diferenciarla de Malý Žitný Ostrov (Pequeña Isla de Centeno) (en alemán: Kleine Schüttinsel o Isla Schütt Pequeña, húngaro: Szigetköz), es una isla fluvial en el suroeste de Eslovaquia, que se extiende desde Bratislava a Komárno. Se encuentra entre el río Danubio y su afluente, el Pequeño Danubio, y es una parte importante de ese país. Es la mayor isla fluvial en Europa con una superficie de 1.886 km², teniendo  84 km de largo por 15-30 km de ancho.
Las principales ciudades de la isla son Komárno, Dunajská Streda y Samorin. La isla es un importante reservorio de agua potable y una región agrícola. 
Las partes del sur de Žitný ostrov en el Danubio están protegidas.